# Archaeoteleia
Genre
Archaeoteleia est un genre d'Hyménoptères de la famille des Scelionidae.

## Liste des espèces
Selon GBIF (24 octobre 2021) :
- Archaeoteleia araucana Masner, 1968
- Archaeoteleia astropulvis Talamas, 2017
- Archaeoteleia chambersi Early
- Archaeoteleia dispar Masner
- Archaeoteleia gilbertae Early
- Archaeoteleia gracilis Masner, 1968
- Archaeoteleia karere Early
- Archaeoteleia mellea Masner, 1968
- Archaeoteleia novaezealandiae Masner, 1968
- Archaeoteleia onamata Early
- Archaeoteleia penai Masner
- Archaeoteleia puncticeps Masner
- Archaeoteleia pygmea Masner, 1968
- Archaeoteleia robusta Masner
- Archaeoteleia simulans Masner
- Archaeoteleia submetallica Masner
- Archaeoteleia waipoua Early

## Galerie

Archaeoteleia chambersi.
Archaeoteleia gilbertae.
Archaeoteleia karere.
Archaeoteleia onamata.
Archaeoteleia waipoua.

## Systématique
Ce genre est décrit sous le nom scientifique Archaeoteleia en 1968 par l'entomologiste tchèque Lubomír Masner (d) (1934-).